# Sanna Marin
Sanna Mirella Marin (Helsinki, 16 de noviembre de 1985) es una política finlandesa que fue primera ministra de Finlandia desde diciembre de 2019, y presidenta del Partido Socialdemócrata de Finlandia desde agosto de 2020 hasta el 6 de abril de 2023, tras las elecciones parlamentarias finlandesas de 2023, en las que el SDP quedó en tercer lugar, el gobierno de Marin dimitió formalmente. Anteriormente había sido ministra de Transportes y Comunicaciones, entre junio y diciembre de 2019. Fue la jefa de gobierno más joven en la historia del país.
Desde su retirada de la política en el año 2023 trabaja como consultora para el Institute for Global Change del ex-Premier británico Tony Blair.

## Biografía
Marin nació en Helsinki y vivió en Espoo y Pirkkala antes de mudarse a Tampere. Sus padres se separaron cuando ella era muy joven; la familia pasaba por problemas financieros y su padre luchaba contra el alcohol. Marin fue criada por su madre y la novia de esta. Se graduó de la Universidad de Tampere como licenciada en Ciencias Administrativas en 2012.

## Carrera política
En 2012, fue elegida para el Ayuntamiento de Tampere con 826 votos. Fue la presidenta del Ayuntamiento de 2013 a 2017. En 2017, fue reelegida para el Ayuntamiento con 5783 votos. También es miembro de la Asamblea del Consejo de la Región de Pirkanmaa.
Marin fue elegida segunda vicepresidenta del Partido Socialdemócrata en 2014. En 2015 fue elegida al Parlamento de Finlandia por el distrito electoral de la Región de Pirkanmaa con 10 911 votos. Cuatro años después, fue reelegida con 19 088 votos. El 6 de junio de 2019 se convirtió en ministra de Transporte y Comunicaciones.

### Primera ministra de Finlandia

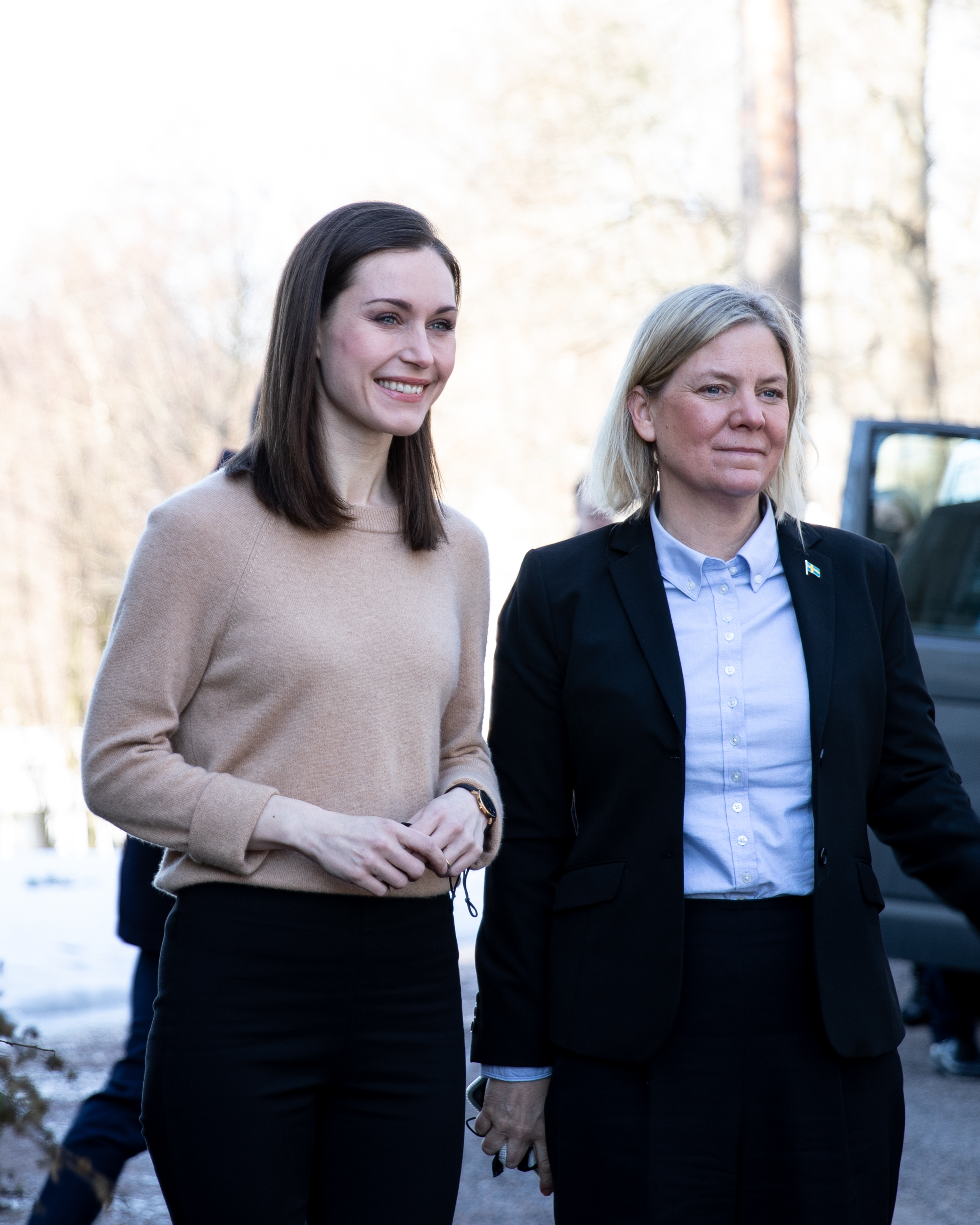
Marin, con la primera ministra sueca, Magdalena Andersson, en marzo de 2022.

Después de que Antti Rinne renunciase a su cargo como primer ministro, el Partido Socialdemócrata de Finlandia designó a Marin como candidata para el cargo de primera ministra el 8 de diciembre de 2019. El 10 de diciembre el Parlamento refrendó el nombramiento. Se convirtió en la primera ministra más joven del mundo. Durante la pandemia de COVID-19 de 2020, el gabinete de Marin invocó el estado de emergencia en el país para poder contener la posible crisis sanitaria por el aumento en el número de casos. En el año 2022 Sanna Marin hizo comentarios positivos en relación con la posible entrada de Finlandia con la OTAN, esta acción desencadenó que los medios rusos reaccionaran de manera negativa, incluso mencionando que "Moscú fue apuñalada por la espalda".
Tras perder las elecciones del pasado 1 de abril, el 5 de abril del 2023, renuncia a su puesto de primera ministra. Posteriormente, renunció también como miembro del Parlamento.

## Vida personal
Marin es hija de madre soltera, según los documentos oficiales y fue criada por dos mujeres, al establecer su madre biológica una relación de pareja con otra mujer. Tiene una hija con su ex cónyuge Markus Räikkönen, de quien se divorció el 9 de mayo del 2023, tras 19 meses de matrimonio, aduciendo cuestiones personales.
El 18 de agosto de 2022 se filtró un vídeo de Sanna Marin en una fiesta "bastante salvaje" (según sus propias palabras), después de un primer vídeo en el que ella bailaba. Debido al revuelo causado por el segundo vídeo y ante las presiones de los sectores más conservadores del país, la primera ministra de Finlandia se sometió a un test de drogas —que arrojó resultado negativo—, pero se ha encendido un debate sobre si un líder puede llevar una vida privada, lejos del escrutinio público.